# Student World Impact Film Festival
Le Student World Impact Film Festival ou SWIFF est un festival de film international sélectionnant chaque année plus de 13 000 court-métrage et long-métrage dans 120 pays différents. Son siège social est au États-Unis à Waldwick. C'est la première plateforme mondiale de diffusion de films pour étudiants. Le 11 mars 2023, le festival reçoit le soutien et la reconnaissance du gouverneur du New Jersey Phil Murphy (homme politique),. Son créateur, Mark Leschinsky recevra un Diana Award en 2023 pour l'initiative d'avoir créé ce festival,.

## Lauréats Français[7]

### Mention du Jury
- 2022 : King Max court-métrage fiction de Adèle Vincenti-Crasson[8]

### Mention Honorable
- 2022 : Rendez-vous avec Diego, moyen-métrage de Lucas Morales[9]
- 2023 : Eclipse court-métrage animation de Léna Stein[2]
- 2023 : Les Vénus Enchaînées moyen-métrage documentaire de Guillaume Gevart[10],[11]